# Everything Counts
«Everything Counts» és un senzill de la banda britànica Depeche Mode llançat l'11 de juliol de 1983, obrint el següent àlbum de la banda titulat Construction Time Again. La cançó fou rellançada en versió en directe el 13 de febrer de 1989 dins l'àlbum de directe 101.

## Informació
A principis de 1983, Gore va assistir a un concert de la banda Einstürzende Neubauten que el va inspirar per començar a experimentar amb els sons de la música industrial. Per primera vegada van utilitzar un Synclavier, un sintetitzador que a part de contenir molts sons pre-programats, també permetia inserir samplers. El grup va recórrer la ciutat per trobar sons especials i capturarlos amb el Synclavier. A part d'aquests sons també van utilitzar altres instruments com el xilòfon, la tenora o la melòdica. Amb aquests canvis van continuar amb la transició de la música pop inicial a un so més industrial. Pel que fa a la lletra, Gore va escriure cançons més polítiques en contrast amb les lletres més inofensives dels seus inicis. En concret en "Everything Counts" es parla de l'avarícia corporativa i la corrupció dins la indústria musical. Això coincideix en una etapa del grup en la qual no tenia un contracte formal amb Mute Records. També fou la primera cançó de Depeche Mode en el qual participaven els seus dos vocalistes, Gahan canta els versos i Gore els cors.
Ràpidament va agafar popularitat entre els seguidors de la banda i esdevingué una de les favorites en els concerts, fins al punt que solia obrir els concerts durant la gira Construction Time Again. En posteriors gires va continuar present en la llista de cançons. Fou inclosa en l'àlbum en directe 101 i per tal de promocionar aquest treball, el senzill d'"Everything Counts" fou rellançat en una versió en viu enregistrada al Pasadena Rose Bowl el 18 de juny de 1988. Aquesta versió és famosa perquè el públic continuà cantant la tornada malgrat que la música ja havia acabat. Posteriorment fou inclosa en altres treballs en viu com Devotional i en el DVD de Touring the Angel: Live in Milan. Novament fou remesclada i rellançada l'any 2006.
El videoclip d'"Everything Counts" fou dirigit per Clive Richardson, amb qui va retornar per dirigir videoclips després que la banda quedà insatisfeta amb el resultat dels videoclips dels senzills d'A Broken Frame realitzats per Julien Temple. El videoclip de la versió en directe fou dirigit per D.A. Pennebaker.
El llançament original tenia "Work Hard" com a cara-B del senzill, una de les primeres cançons que van compondre Gore i Wilder conjuntament. El senzill de la versió en directe de "Everything Counts" tenia com a cara-B a "Nothing", també enregistrada en directe i que pertanyia a l'àlbum Music for the Masses. En el llançament original només hi van incloure una remescla anomenada "Everything Counts (In Larger Amounts)", en canvi, en el rellançament de la versió en viu hi van incloure gran abundància de remescles i de diversos altres artistes a excepció de les edicions estàndards de 7" i 12". Aquest fou el primer llançament de Depeche Mode en format de vinil de 10". En els diferents senzills també s'hi van incloure remescles de les cançons cara-B, tant de "Work Hard" com de "Nothing" o "Strangelove".

## Llista de cançons

### Llançament 1983
7": Mute / 7Bong3 (Regne Unit) i Sire / 7-29482 (EUA)
1. "Everything Counts" − 3:58
2. "Work Hard" − 4:21

12": Mute / 12Bong3 (Regne Unit) i Sire / 0-20165 (EUA)
1. "Everything Counts" (In Larger Amounts) − 7:18
2. "Work Hard" (East End Remix) − 6:57

12": Mute / L12Bong3 (Regne Unit)
1. "Everything Counts" (Versió 7") − 3:58
2. "New Life" (Directe a Hammersmith Odeon, Londres, 25 d'octubre de 1982) − 4:12
3. "Boys Say Go!" (Directe a Hammersmith Odeon, Londres, 25 d'octubre de 1982) − 2:36
4. "Nothing to Fear" (Directe a Hammersmith Odeon, Londres, 25 d'octubre de 1982) − 4:28
5. "The Meaning of Love" (Directe a Hammersmith Odeon, Londres, 25 d'octubre de 1982) − 3:14

CD: Mute / CDBong3 (Regne Unit), Sire / Reprise 40296-2 (EUA, 1991) i CDBONG3 (EUA, 2004)
1. "Everything Counts" − 3:59
2. "Work Hard" − 4:22
3. "Everything Counts" (In Larger Amounts) − 7:21
4. "Work Hard" (East End Remix) − 6:58

### Llançament 1989
7": Mute / Bong16 (Regne Unit)
1. "Everything Counts" (Versió en directe completa) − 6:45
2. "Work Hard" (Directe a Pasadena Rose Bowl, 18 de juny de 1988) − 4:35

12"/CD: Mute / 12Bong16 / CDBong16 (Regne Unit)
1. "Everything Counts" (Versió senzill completa) − 5:46
2. "Nothing" (Directe a Pasadena Rose Bowl, 18 de juny de 1988) − 4:40
3. "Sacred" (Directe a Pasadena Rose Bowl, 18 de juny de 1988) − 5:12
4. "A Question of Lust" (Directe a Pasadena Rose Bowl, 18 de juny de 1988) − 4:12

10": Mute / 10Bong16 (Regne Unit)
1. "Everything Counts" (Absolut Mix) − 6:04
2. "Everything Counts" (In Larger Amounts) − 7:31
3. "Nothing" (US 7" Mix / Remix Edit) − 3:57
4. "Everything Counts" (Reprise) − 0:55

12" Limitada/ CD: Mute / L12Bong16 / LCDBong16 (Regne Unit)
1. "Everything Counts" (Remescla de Tim Simenon & Mark Saunders) − 5:32
2. "Nothing" (Remescla de Justin Strauss) − 7:01
3. "Strangelove" (Remescla de Tim Simenon & Mark Saunders) − 6:33
4. "A Question of Lust" (Directe a Pasadena Rose Bowl, 18 de juny de 1988) − 4:12

CD: Mute / CDBong16X (Regne Unit)
1. "Everything Counts" (Versió senzill en directe) − 5:46
2. "Nothing" (Directe a Pasadena Rose Bowl, 18 de juny de 1988) − 4:35
3. "Sacred" (Directe a Pasadena Rose Bowl, 18 de juny de 1988) − 5:12
4. "A Question of Lust" (Directe a Pasadena Rose Bowl, 18 de juny de 1988) − 4:12
5. "Everything Counts" (Tim Simenon/Mark Saunders Remix) − 5:32
6. "Nothing" (Justin Strauss Remix) − 7:01
7. "Strangelove" (Tim Simenon/Mark Saunders Remix) − 6:33
8. "Everything Counts" (Absolut Mix) − 6:04
9. "Everything Counts" (In Larger Amounts) − 7:31
10. "Nothing" (US 7" Mix) − 3:57
11. "Everything Counts" (Reprise) − 0:55

7": Sire / 7-22993 (EUA)
1. "Everything Counts" (Versió ràdio en directe) − 4:50
2. "Nothing" (Directe a Pasadena Rose Bowl, 18 de juny de 1988) − 4:35

12": Sire / 0-21183 (EUA)
1. "Everything Counts" (Tim Simenon/Mark Saunders Remix) − 5:32
2. "Everything Counts" (Versió senzill en directe) − 5:46
3. "Nothing" (Directe a Pasadena Rose Bowl, 18 de juny de 1988) − 4:42
4. "Everything Counts" (Absolut Mix) − 6:00
5. "Sacred" (Directe a Pasadena Rose Bowl, 18 de juny de 1988) − 5:13
6. "A Question of Lust" (Directe a Pasadena Rose Bowl, 18 de juny de 1988) − 4:13

Cassette: Sire / 4-22993 (US)
1. "Everything Counts" (Versió senzill en directe) − 4:50
2. "Nothing" (Directe a Pasadena Rose Bowl, 18 de juny de 1988) − 4:35